# Zevenaar vasútállomás
Zevenaar vasútállomás vasútállomás Hollandiában, Zevenaar városában.

## Vasútvonalak
Az állomást az alábbi vasútvonalak érintik:
- Amsterdam–Arnhem-vasútvonal
- Winterswijk-Zevenaar-vasútvonal
- Spyck–Welle vasúti komp
- Oberhausen–Arnhem-vasútvonal
- Rotterdam–Zevenaar-vasútvonal

## Kapcsolódó állomások
A vasútállomáshoz az alábbi állomások vannak a legközelebb:
- Duiven vasútállomás (Amsterdam–Arnhem-vasútvonal)
- Didam vasútállomás (Winterswijk-Zevenaar-vasútvonal)
- Emmerich station (Oberhausen–Arnhem-vasútvonal)
- Duiven vasútállomás (Arnhem vasútállomás, Oberhausen–Arnhem-vasútvonal)
- Emmerich-Elten railway station (Oberhausen Hauptbahnhof, Oberhausen–Arnhem-vasútvonal)
- Arnhem vasútállomás (Arnhem vasútállomás, Rhein-IJssel-Express)
- Emmerich-Elten railway station (Düsseldorf Hauptbahnhof, Rhein-IJssel-Express)